# Amauris comorana
Amauris comorana là một loài bướm giáp trong phân họ Danainae. Nó là loài đặc hữu của Comoros.